# Brygada (pożarnictwo)
Brygada (pożarnictwo) – związek pododdziałów i oddziałów realizujących w granicach administracyjnych województwa wielkoobszarowe działania ratownicze.